# Châtelus, Allier

Châtelus este o comună în departamentul Allier din centrul Franței. În 1 ianuarie 2022 avea o populație de 114 de locuitori.